# Храм Нанди
Храм На́нди — индуистский храм, расположенный в Басаванагуди, районе Бангалора, столицы штата Карнатака, Индия.
Храм этот посвящён исключительно культу священного быка в индуизме, известного как Нанди, вахана бога Шивы. Он был построен в 1537 году местным вассалом Виджаянагарской империи в виджаянагарском архитектурном стиле. Этот правитель по имени Кемпе Гоуда I также основал и сам город Бангалор. Храм получил своё название после того, как огромная гранитная скульптура Нанди была помещена на пьедестал в храмовом склепе (гарбхагриха). С годами скульптура быка почернела от постоянного натирания древесным углём и маслом. Храм сам по себе невелик, так как состоит только из гарбхагрихи и врат, выполненных в виджаянагарском стиле. Башня над святыней храма сконструирована в начале XX столетия и украшена шиваитскими фигурами и мотивами.
Здесь находится одно из самых больших божеств (мурти) Нанди в мире. Высота его примерно 4,6 метра, а длина равняется 6,1 метра.